# HgCdTe
Cádmio Mercúrio  Telureto ou HgCdTe ( também chamado de Mercúrio Cádmio Telureto, MCT, MerCad Telureto, MerCadTel, MerCaT ou CMT) é uma  liga ternária (ou trinária) de CdTe e HgTe de uma estreita blenda banda proibida direta  de zinco II-VI  com uma banda proibida  sintonizável, que abrangendo as regiões das ondas curtas do infravermelho até as regiões de onda infravermelha longa